# Lumbrineris bidens
Lumbrineris bidens är en ringmaskart som beskrevs av Ehlers 1887. Lumbrineris bidens ingår i släktet Lumbrineris och familjen Lumbrineridae. Inga underarter finns listade i Catalogue of Life.